# Lumnitzera
Lumnitzera is een geslacht van mangroven uit de familie Combretaceae. De soorten komen voor in Oost-Afrika, tropisch Azië, Australië en het westelijke Pacifisch gebied.

## Soorten
- Lumnitzera littorea (Jack) Voigt
- Lumnitzera racemosa Willd.

## Hybriden
- Lumnitzera × rosea C.Presl

... · 
Anogeissus · 
Combretum · 
Pteleopsis · 
Terminalia · 
...